# Panoptiko
Panoptiko je česká, potažmo moravská alternativně metalová kapela založená v roce 2021.

## Historie
Kapela se poprvé představila na vybraných koncertech Monster Meeting tour v roce 2021 jako speciální host kapel Dymytry a Traktor. Vzbudila pozornost svou hudbou, texty, image a pódiovou prezentací.
3. prosince 2021 (jen několik měsíců po vzniku) vydala debutové album Poslední tango, jehož prvotní náklad se vyprodal během deseti dní a nakonec bylo oceněno Zlatou deskou.
V roce 2022 kapela doprovázela spřízněný Traktor na turné a objížděla hudební festivaly.
Dne 23. března 2023 vydala kapela druhé studiové album Bohové, zvukově i náladou navazující na debut. Poté v rámci podpory alba vyrazila na úspěšné turné po republice a nyní je součástí line-upu mnoha rockových festivalů.
Dne 8. července 2024 v rozhovoru na Rock rádiu kapela oznámila, že pracuje na nové desce, „která by měla přinést hudbu na kterou jsou fanoušci zvyklí, ale zároveň i prvky, které by je měly výrazně překvapit." Oznámila též předběžné datum jejího vydání, a to podzim 2025.

## Hudba
V hutném zvuku skupiny se mísí různé pro metal netypické nástroje. Kapela cílí na písně s propracovanými aranžemi, bombastickou produkcí a silnými refrény.

## Image
Soubor vystupuje v maskách a kostýmech, které evokují harlekýny, a členové používají pseudonymy, čímž tají svou totožnost. Jediným identifikovaným je její producent a tiskový mluvčí (v slovníku kapely tzv. „pozemská spojka") Wendel Dreiseitl, bývalý kytarista skupiny Tarantula a majitel hranického studia BOMB JACK. Kapela uvádí jako své místo původu „Stará Evropa“. Muzikanti se prezentují jako „parta kreatur z jiných století“. Na webových stránkách kapely se jednotliví muzikanti označují jako nesmrtelní. Mediální prezentace skupiny má formu budování fiktivního příběhu kapely, který vytváří tajemnou auru, ale zároveň je na něm patrná snaha o nadhled a humor.

## Členové

### Současní
- Lord Panoptik – zpěv (2021–dosud)
- Dr. Konektor – kytary (2021–dosud)
- Baron von Telephon – multiilusionist, poet (2021–dosud)
- Segnor Farkaš – baskytara (2021–dosud)
- Don Balkoni – bicí (2021–dosud)

## Diskografie
- Poslední tango (2021) CD
- Bohové (2023) CD